# Abbaye des Isles d'Auxerre
Ne pas confondre avec le monastère Solovetski, également connu sous le nom de monastère des îles Solovki ; ni avec l'abbaye de Montier-la-Celle.
L'abbaye Notre-Dame des Isles est une ancienne abbaye cistercienne pour femmes affiliée à Saint-Bernard, fondée en 1209 près d'Auxerre (actuel département de l'Yonne en Bourgogne). Pendant vingt ans, elle est connue sous le nom de Notre-Dame de Celles, puis déménage au lieu-dit les Isles qui lui donne son nom le plus courant.
En 1636, elle déménage pour s'installer dans Auxerre. Elle est fermée à la Révolution française.

## Situation
Elle se trouvait à l'emplacement de l'ancienne base aérienne d'Auxerre, également ancien camp militaire du CIGA (Centre d'instruction de la gendarmerie auxiliaire) situé rue de la Chapelle dans le sud de la commune de Monéteau, à environ 3 km en aval et au nord du vieil Auxerre. Une rue s'y appelle toujours « rue des Isles », située quant à elle presque en bordure de la commune d'Auxerre. La carte de Cassini superposée à la carte d'état-major actuelle donne une location à 500 m au sud de la limite de communes entre Auxerre et Monéteau (donc sur la commune actuelle d'Auxerre, mais le domaine s'est étendu à cheval sur les deux communes).

## Histoire

### 1209: fondation à Celles
L'abbaye Notre-Dame de Celles est fondée en 1209 par Guillaume de Seignelay, 58e évêque d'Auxerre (1207–1220), au lieu-dit les Celles, commune de Saint-Georges (voisine d'Auxerre, à l'ouest), dans une propriété donnée par Girard Baleine, chanoine de Notre-Dame-de-la-Cité d'Auxerre. En compensation de cette donation, l'abbaye doit à Baleine une rente annuelle à vie de 20 livres. Guillaume de Seignelay y installe des religieuses venues de Saint-Antoine-des-Champs près de Paris, et leur donne la règle de l'ordre de Citeaux qui a à l'époque une réputation d'excellence.

Carte de Cassini : « N-D de Celles » à l'ouest d'Auxerre, à la pointe Est du parc du « Chau de Saint-Georges »
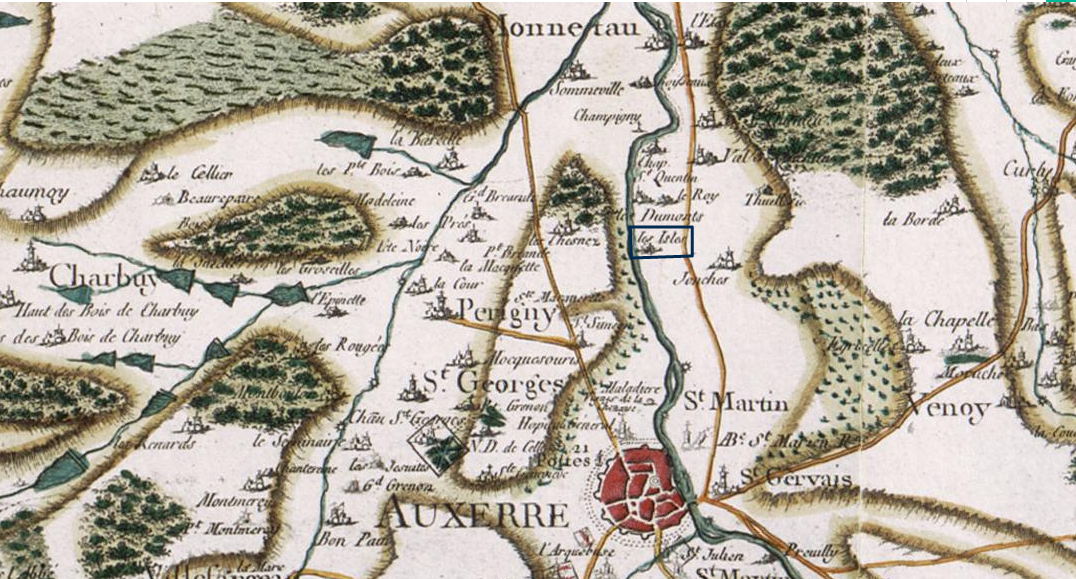
La première abbaye, entre les noms « St Georges » et « Auxerre ».Au nord-ouest d'Auxerre, le parc du château de Saint-Georges est délimité par un rectangle incliné N-O/S-E. La seconde abbaye est encadrée en rive droite de l'Yonne au nord d'Auxerre.

En 1220, Guillaume de Seignelay leur donne une maison dans Auxerre,.

### 1229: déménagement aux Isles
Ayant été informés que la terre de Celles est mauvaise et voyant le nombre de religieuses augmenter, en 1229 Mathilde comtesse d'Auxerre et son époux Guy IV de Forez leur donnent le domaine des Isles qu'ils ont acquis par échange de Pierre Reimbault, près d'un lieu nommé Orgelaine, sur la rive droite de l'Yonne à 2 ou 3 km en aval et au nord d'Auxerre, avec quatre îles jouxtant cette terre - d'où le nom. Le domaine des Isles est situé sur l'ancien chemin menant d'Autun à Sens. Mathilde et Guy donnent en même temps que la terre d'Orgelaine trois gourds ou croteaux pour la pêche situés en cette localité et sur la rivière d'Yonne, ainsi que le droit de pêche sur toute la rive contiguë à la terre qu'ils leur ont donnée, et deux pièces de vigne à Égleny.
Les religieuses se transfèrent dans leur nouveau domaine des Isles en 1229,. L'abbatiale est consacrée en 1233.

### Croissance
Dès l'année suivante en 1230, le comte Guy accorde un droit d'usage dans le bois du Thureau : les religieuses peuvent prendre trois charrettées de bois par jour pour usage dans leur maison des Isles et pour le chauffage du four (ce droit est converti en 1620 en une coupe de dix arpents par an).
En 1237, on les voit déjà acheter trois pièces de vigne à Jonches (hameau voisin à l'Est). Les dons sont nombreux, surtout en retour de messes et autres célébrations d'anniversaire pour les morts, ou du maintien d'une simple lampe comme le demande Jeanne († 1239), vicomtesse de Ligny, pour un setier de froment de rente (elle demande et paie le même à l'abbaye de Pontigny). Les sommes ou rentes versées par les familles pour l'entretien de leurs proches entrées à l'abbaye sont également une part importante des revenus de l'abbaye. Parfois ce sont de simples dons, comme celui en 1254 du chevalier Hugues de Mailly qui donne sept arpents de terre sur le territoire de Jonches. Des terres sont données qui sont situées plus loin ; en 1299 Geoffroi de Monceaux, sa femme Élisabeth et leurs enfants, donnent une pièce de terre située dans la vallée de Béon.
Certains évêques d'Auxerre contribuent également à enrichir l'abbaye. En 1308, Pierre de Mornay, 65e évêque d'Auxerre (1295–1306), lègue aux Isles une rente de quatre livres assise sur des vignes qu'il avait léguées à deux de ses parentes, religieuses dans cette communauté.
Les familles successives des barons de Seignelay ont longtemps contribué à l'abbaye. Jean Ier, baron de Seignelay, est inhumé à l'abbaye vers 1280. L'un de ses frères y est aussi inhumé, de même que Jean II, baron de Seignelay, vers 1320. Agnès, sœur de Jean Ier, y devient religieuse et Marie, sa belle-fille, en devient abbesse. Une Biette ou Béatrix, sixième fille de Guillaume III comte de Joigny, y est prieure vers 1270. Marie, fille de François de la Rivière.
En 1399, Pierre, abbé de Pontigny dont dépend les Isles, forme le projet d'éteindre l'abbaye des Isles et de la réunir à l'abbaye de Pontigny. Les bourgeois d'Auxerre ayant protesté contre cette disparition d'un établissement fondé et doté par des comtes et autres nobles d'Auxerre, le projet est suspendu. Puis l'abbé de Pontigny meurt et le projet oublié.
En 1420 l'abbaye achète un petit jardin dans la rue en-dessous des Cordeliers dans la paroisse de l'abbaye Notre-Dame-la-d'Hors ; ce jardin est réuni plus tard au jardin de sa maison d'Auxerre. Dans la même rue, elle loue un jardin de Vincent Gerbaut, chanoine de Notre-Dame de la Cité ; jardin qu'elle finit par acheter à Marie Soueste entre 1645 et 1652.
En 1520, un contrat est signé entre Antoine Leprebstre demeurant à Appoigny, sa femme Audrière et les dames du couvent des Isles, par lequel ils constituent en dot à leur fille Jeanne, qui veut entrer en cette communauté, un demi-arpent de vigne et deux pièces de terre situées sur le finage d'Appoigny, avec une somme de cinquante livres tournois.
En 1521, une donation est faite par Germain Ferroul et sa femme de leur métairie des Celles, à l'occasion de l'entrée en religion de leur fille Barbe ; baux de la métairie et des étangs des Celles (1522, 1565).
L'abbaye a droit de committimus au grand sceau, accordé par les rois de France semble-t-il depuis 1292,.

### XVIIesiècle: 1636, déménagement à Auxerre
Entre 1601 et 1644, l'abbaye acquiert par achat ou échange avec Henri Leclerc, notaire, Jean Martin, vinaigrier et Crespin Épaulard, marchand à Auxerre, des propriétés à Auxerre : une étable, une vinée, une place et un jardin, situés dans la ruelle de la Cour-Cordier. En 1616, Marie Thierriat, femme Bernier, leur vend pour 180 livres une place avec jardin situés dans l'enceinte de Notre-Dame des Isles à Auxerre.
En 1626, l'abbesse des Isles (dont le nom nous est inconnu) demande à Angélique Arnaud, abbesse de Port-Royal, de lui envoyer « quelques religieuses de mérite pour l'aider à réformer la sienne ». Les sœurs Marie-Claire Arnaud et Marie de Saint-Joseph sont ainsi envoyées aux Isles par Port-Royal.
Dominique Séguier, 99e évêque d'Auxerre (1631–1637), émet une ordonnance en 1636 afin de transférer les bernardines de l'abbaye des Isles à l'intérieur de l'enceinte de ville d'Auxerre. Le transfert a lieu le 25 août 1636. Les religieuses cherchent à s'installer plus commodément ; on trouve plusieurs actes de vente entre 1636 et 1640 concernant l'achat par l'abbaye de propriétés et terrains dans Auxerre. Entre 1637 et 1651, Barthélemy et Guillaume Berault lui vendent plusieurs corps de logis. On voit entre autres dans cette période Jean Berault, sa femme Anne Loury et Pierre Berault, avocat au bailliage d'Auxerre, vendre aux religieuses des Isles un corps de logis avec dépendances dans la paroisse de Notre-Dame-la-d'Hors, pour 5 300 livres tournoi. Dans la rue en-dessous des Cordeliers déjà mentionnée pour 1420, les religieuses acquièrent de Pierre Épaulard, médecin, un jardin ; d'Anthoine Guyon, vigneron, une petite maison avec jardin... 

Les bâtiments aux Isles, situés dans la paroisse de Saint-Père, sont dès lors utilisés comme ferme, dont une grange a perduré jusqu'au début du XXIe siècle. La grange a été démolie en 2004.
En 1639, le chapitre de Cîteaux décide de supprimer l'abbaye des Isles, dont elle juge les revenus trop modestes, et d'en donner les biens à l'abbaye de Pontigny. Les religieuses des Isles protestent et, appuyées par Pierre de Broc, 100e évêque d'Auxerre (1640–1671), obtiennent gain de cause. Vers 1653, Pierre de Broc soumet à sa juridiction les religieuses de l'abbaye des Isles, qui auparavant ne reconnaissaient que l'autorité de l'abbé de Citeaux.
En 1682, Claude Chrestien, archidiacre de Puisaye et grand vicaire d'Auxerre, fait une visite d'inspection de l'abbaye lors du départ de Mme Marie-Madeleine de Lespinasse pour l'abbaye de la Bussière et de la nomination de Mme Colbert qui la remplace.
Les clarisses urbanistes d'Entrains sont supprimées en 1688 et leur maison réunie à l'abbaye des Isles.

### XVIIIesiècle
En 1751, Charles de Caylus, 103e év. (1705–1754), écrit à l'abbesse des Isles au sujet des désordres dans son monastère : les religieuses et les pensionnaires se montrent fréquemment aux fenêtres, des sérénades sont données en leur honneur, plusieurs hommes sont entrés dans la maison, et autres faits. Il est cependant fort peu obéi ; les archives de l'abbaye de Tamié contiennent 187 pièces faites de « Chansons & petites pièces en vers de circonstance », adressées à plusieurs abbesses ou religieuses, dont : Mme Charlotte de Roucy, abbesse du Paraclet ; et pour l'abbaye des Îles : Mme Préoreau, abbesse ; Mme Magdelène de Billy, abbesse ; Mme de Billy, cadette ; Mme de Pimelle ; Mlle Victoire de Montfort ; Mme de Baffevent ; une lettre du 9 août 1772 à Mme de Bastide, signée Garnier le j. ; et trois pièces datées entre 1764 et 1775. S'y trouvent aussi 22 « dialogues pour petites représentations » et un  cahier de musique de 44 pages qui, vu le contexte, n'est probablement pas un recueil de chants religieux.
En janvier 1784, l'abbaye fait appel au clergé et au bureau pour obtenir de l'aide pour la reconstruction de plusieurs bâtiments de l'abbaye dans la ville d'Auxerre. Un plan de 1785 montre les nouveaux bâtiments projetés à l'abbaye des Isles et les vieux bâtiments à démolir. Des devis de travaux sont réalisés en 1786 et 1787, un contrat passé en 1786 avec l'entrepreneur Lazare Leblanc pour la construction d'une nouvelle église et d'un pensionnat, pour une somme de 18 600 livres agréée le 14 mai 1787. 

Curieusement, entre 1733 et 1739, l'abbaye adresse une supplique au cardinal de Rohan « pour obtenir pendant huit ans une gratification annuelle de 300 livres sur les fonds destinés à secourir les communautés religieuses, le monastère des Isles se trouvant obéré par suite de la construction d'un pensionnat et d'une église extérieure ». Ce qui n'empêche pas les religieuses de faire assez bonne vie, et en tout cas assez bonne chère ; entre autres exemples elles mangent de la viande pendant le carême (306 livres-poids de viande pendant cette période, sans compter le poisson). Le registre des dépenses entre 1785 et 1790 montre des dépenses mensuelles variant de 387 à 4 200 livres, dont une partie considérable va vers la nourriture. Elles emploient assez fréquemment des drogues médicinales. Par contre aucune dépense n'est notée pour du matériel éducatif, livres ou autres.
Le 27 octobre 1789, Joseph-Marie Closet, vicaire général de Mgr Champion de Cicé évêque d'Auxerre (1761–1801), effectue en cette qualité une translation de reliques dans l'abbaye des Isles. Cicé, qui est en profond désaccord avec la doctrine de l'abbesse de Crisenon, projette de supprimer Crisenon en en réunissant les religieuses à l'abbaye des Isles et d'attribuer les biens de Crisenon aux Isles après avoir liquidé les dettes de Crisenon. Il obtient un arrêt du Conseil du roi en ce sens le 3 août 1776. L'abbesse de Crisenon, Anne de Sennevoy, réussit à faire bloquer l'arrêt par le comte de Saint-Germain (qualifié quelque peu abusivement de « ministre de la Guerre », ce qu'il n'était point ; il détenait cependant suffisamment de pouvoir pour détourner un arrêt royal de peu d'importance au niveau du royaume).
Lorsque l'abbaye est vandalisée à la Révolution, il ne reste que dix-sept religieuses dont six sont suffisamment âgées pour que des dispenses à leur égard soient demandées à l'évêque en 1803
Pendant la Révolution, le couvent sert de maison de réclusion pour les « suspects et des soupçonnés d'être suspects ». Il sert ensuite de caserne pour la gendarmerie départementale, qui déménage pour s'installer dans les dépendances de l'abbatiale Saint-Germain vers le tournant du XIXe siècle. L'église de l'abbaye sert pendant un temps de prétoire au tribunal de commerce.

## Possessions
Toutes les possessions de l'abbaye des Isles à la Révolution (1790) sont listées dans l'inventaire obligatoire fait à l'époque, liste reproduite dans l'Annuaire historique de 1852. Une autre source de référence est le livre du revenu des biens de l'abbaye de Nostre-Dame des Isles pour la période 1682–1725, livre classé par lieux ; on y voit Héry, Montigny le Roy, Courgy, Auxerre, Serres, Paris, Bassou, Chitry, Collange, Villiers, Monestau, Appougny, Francy, Nangy, St-Georges, Calan, Deze, Vetreau, Gurgy, Mige, Rheims, Antrain (Nièvre).

## Abbesses
Suit une liste non exhaustive des abbesses des Isles. Quelques prieures sont aussi indiquées.
- Jeanne de Marey[B 18].
- ~1280[n 5] ? : Marie, fille de Marguerite et de Gaucher 1er de Maligny[B 7].

~1270 : prieure : Biette ou Béatrix, 6e fille de Guillaume III comte de Joigny.
[...]
- ~1650 : Hélène Boucherat[T 7]. Elle est nommée abbesse au plus tard en 1613, attesté par un reçu qu'elle signe cette année-là en tant qu'abbesse[D 8]. En 1623, son père, Jacques de Boucherat, conseiller du roi, élu en l'élection de Troyes, cède à Nicolas Leclerc, avocat en parlement, « toutes les embleures, tant en grains qu'en herbes de la présente année, provenant du domaine de l'abbaye de Notre-Dame des Isles et de toutes les rentes, tant en nature qu'en argent, qui sont la propriété de ce monastère, excepté celles de Branches et quelques autres revenus tout au long énumérés », en paiement de diverses dettes d'un montant total de 980 livres dues par sa fille, abbesse des Isles. En 1629, Hélène Boucherat établit plusieurs baux à André Journée, marchand boucher, pour le prieuré de Branches, les éminages de Chablis, des biens à Montigny-le-Roi et Auxerre, le logis dit « du Receveur » avec ses dépendances, neuf arpents de pré, un pâturage et six-vingts arpents de terre situés à Monéteau et dans les environs d'Auxerre, et cinq quartiers de vignes sis aux Isles, « delà l'eau »[D 10] » [en rive gauche de l'Yonne].
- Marie-Madeleine de Lespinasse[T 1].
- 1682 : Hélène Colbert[T 1] présente ses vœux de fidélité à l'évêque d'Auxerre (son frère André) en 1689[D 4].
- 1689–1740 ? : Algonde Leduc, religieuse du couvent de la Conception à Paris, comme abbesse des Isles[D 1].
- 1715 : Henriette Haugest d'Hargenlieu[D 11].

- ~1764 : Mme de Préoreau, abbesse[T 2].
- Magdelène de Billy, abbesse[T 2].
- 1766- ? : Henriette de Thiard de Bissy, nommée abbesse le 21 juin 1766[D 11]. Le 13 novembre suivant elle est consacrée par l'évêque d'Auxerre Champion de Cicé[3] et prend possession de l’abbaye[D 11].

- de Pimelle[T 2].

1745–1815 : prieure : Germaine Marie Potherat de Billy.
- 21 juin 1766- ? : Huard de Bissy, nommée à cette abbaye le 21 juin 1766.
- 26 novembre 1782 - 8 novembre 1784 : 11 lettres entre la Mère de Prioreau de l’abbaye du Paraclet, nommée abbesse de N.-D. des Isles, et la prieure, Mère de Billy[T 9].

- 25 janvier 1783 : de sœur de Billy, prieure, à Mme de Prioreau, de l'abbaye du Paraclet près Nogent/Seine, nommée abbesse aux Isles[T 9].

- mars 1783 : démission de Mme de Buffevent, abbesse[T 9].

- 1784 : Gabriel(le) Charl[T 9].

## Divers
Le musée d'Auxerre possède des blasons sculptés provenant en dernier lieu de la grange des Isles, pièces remployées provenant originellement de bâtiments de l'abbaye proprement dite (ou de son église) et récupérées lors de la démolition de la grange. Ces blasons font l'objet d’une protection au titre d'objets mobiliers.